# Cercocebus agilis
Cercocèbe agile, Mangabey agile
Espèce
Statut de conservation UICN

 LC  : Préoccupation mineure
Répartition géographique
Cercocebus agilis est une espèce de singes catarhiniens de la famille des cercopithecidés appelée Cercocèbe agile, ou Mangabey agile et Cercocèbe à crête,.

## Répartition
L'espèce est présente en Afrique, au Cameroun, Congo[Lequel ?], Guinée équatoriale et au Gabon.